# Franjevački samostan i crkva sv. Jerolima u Visu
Franjevački samostan sv Jerolima, samostan i crkva u Visu.

## Opis
Sklop Franjevačkog samostana sv. Jerolima na poluotočiću Prirovo u Visu sagrađen je početkom 16. stoljeću na temeljima rimskog teatra čiji su zidovi vidljivi u podrumu i temeljima samostanske zgrade. Uz istočni rub samostanske zgrade izgrađen je zvonik, a južno je crkva renesansnih odlika s baroknim oltarima, kasnobaroknom pijevnicom i orguljama.

## Zaštita
Pod oznakom Z-7243 zavedena je kao nepokretno kulturno dobro - pojedinačno, pravna statusa zaštićena kulturnog dobra, klasificirano kao "sakralna graditeljska baština".

## Vanjske poveznice
|  | Zajednički poslužitelj ima još gradiva o temi Franjevački samostan i crkva sv. Jerolima u Visu |